# Gertrud Tressnitz
Gertrud Tressnitz, eigentlich Gertrud Katharina Trebitz (* 23. April 1881 in Eisenberg; † um 1946), war eine deutsche Schauspielerin.

## Leben
Gertrud Katharina war eine Tochter des Rektors der Höheren Mädchenschule in Eisenberg Heinrich Trebitz (* 28. November 1853 in Wohlmuthausen, † 9. Oktober 1882 in Eisenberg) und seiner Ehefrau Marie geb. Arends; Heinrich war ein Sohn des Dichters und Pfarrers Karl Trebitz (1818‒1884).
Unter dem Namen „Gertrud Treßnitz“ feierte sie im Fach der Sentimentalen und der jugendlichen Heroine vor allem am Königlichen Hoftheater in Dresden ihre Erfolge. Nach Engagements am Hoftheater Meiningen (1904/1905) und am Hoftheater Dessau übernahm sie in Dresden am 19. September 1907 als Antrittsrolle die Kriemhild in den Nibelungen von Friedrich Hebbel. Sie wurde am 1. Juli 1907 als Nachfolgerin der Hofschauspielerin Alice Politz auf fünf Jahre engagiert. Ihr Engagement in Dresden dauerte bis Juni 1917.
Sie wirkte auch im Jahr 1911 bei der Eröffnungsfeier der Internationalen Hygiene-Ausstellung in Dresden mit. Es gibt mehrere Fotos von ihr, die der Dresdner Theaterfotograf Hugo Erfurth gefertigt hat.
Nach Beendigung ihrer Theaterlaufbahn trat sie insbesondere in Berlin mit Rilke-Rezitationsabenden auf. Sidonie Nádherný erwähnt sie in einem Schreiben an Rilke: „Mein lieber Rainer – heute nur einige Zeilen über Frln. Tressnitz, ein rührend lieber, guter Mensch, bei der ich jetzt in Berlin einige Tage wohnte, nachdem ich zuerst bei Lichnowskys war, die dann verreisen mussten. Ihr Lebenswerk ist Rilkeabende zu halten; sie hatte jetzt einen in Dresden zu Ehren Ihres 50. Geburtstages. Sie war in Leipzig beim Inselverlag, um ihn für Rilkeabende zu interessieren. Sie warf Dr. Krippenberg, der übrigens unter einer großen psych. Depression leidet, sehr vor, dass der Verlag so gar nichts zur Feier Ihres 50. unternahm.“
Ohne feste Engagements sind gelegentliche Gastspiele Winter 1918/1919 in Dresden, April 1921 Staatstheater Berlin, November 1921 Großes Schauspielhaus Berlin, Januar 1922 Lessingtheater Berlin, August 1922 Hauptmann-Festspiele Breslau, Oktober/November 1922 und Januar/Februar 1922 Staatstheater Dresden, Januar 1923 Staatstheater Arnstadt belegt (Staatsarchiv Dresden).
Die Staatlichen Kunstsammlungen Dresden weisen eine Skulptur (Büste, Gips, 1924, Inventarnummer ASN 0918) nach, die Gertrud Tressnitz darstellt und von Oelsner von Lorck, Glenny gefertigt worden ist.

## Nachweise
1. ↑  Angaben nach Johann Hermann Trebitz: Johann Traugott Trebitz, Seifensiedermeister in Jena nebst seinen Vor- und Nachfahren. o. O., o. J. [Jena 1941], S. 11.
2. ↑  Rainer Maria Rilke, Sidonie Nádherný von Borutin: Briefwechsel 1906‒1926. Göttingen 2007 (ISBN 978-3-89244-983-6). S. 407.

| Personendaten    | Personendaten                                |
| ---------------- | -------------------------------------------- |
| NAME             | Tressnitz, Gertrud                           |
| ALTERNATIVNAMEN  | Trebitz, Gertrud Katharina (wirklicher Name) |
| KURZBESCHREIBUNG | deutsche Schauspielerin                      |
| GEBURTSDATUM     | 23. April 1881                               |
| GEBURTSORT       | Eisenberg (Thüringen)                        |
| STERBEDATUM      | um 1946                                      |
| STERBEORT        | Berlin                                       |